# Swartzia prouacensis
Espèce
Statut de conservation UICN

 LC  : Préoccupation mineure
Classification phylogénétique
Synonymes
- Bocoa prouacensis Aubl. - Basionyme
- Swartzia minutiflora Kleinhoonte[1]

Swartzia prouacensis est une espèce de plantes à fleurs de la famille des Fabaceae. C'est un arbre néotropical, endémique de Guyane et du Suriname.
L'épithète spécifique prouacensis provient du nom du fleuve Approuague.
En Guyane, c'est une des espèces connues sous les noms de Boco, Boco marbré, Bois de fer, Bois boco, Faux bois boco (Créole), Boko, Aye-udu (Nenge tongo), Muira jibóia (Portugais), Ariyana'ë Kali'na), ãsivari (Palikur), Tunu'ï (Wayãpi),.
Au Suriname, on l'appelle Ijzerhart (Hollandais), Gandoe (Sranan tongo), Wajewoe (Saramaka), Itikiboroballi hororadikoro (Arawak), Ietjoetanoe alianao, Aliana oeu, Wepetano tamoene (Karib).
Au Guyana, les arbres de ce type sont appelés Womara.

## Statut
Swartzia prouacensis est une espèce déterminante ZNIEFF en Guyane.

## Description
Swartzia prouacensis est un arbre haut de 14-30 m pour 19-25 cm de diamètre. Le tronc est droit, cylindrique. L'écorce gris brunâtre foncé, à petites écailles rectangulaires. Les rameaux sont glabres. 
Les feuilles sont composées unifoliées, portées par un pétiole subcylindrique long de 6-16 mm (parfois absent).
Le limbe de la foliole est coriace, glabre, long de 7 à 15(18) cm pour 3 à 8 cm de large, de forme souvent elliptique, mais parfois elliptique-ovale, à ovales-oblongues ou largement ovales, brutalement aigu à l'apex, rarement acuminé, à base arrondie et obtuse à subobtuse, rarement aiguë, et à nervation lâchement réticulée.
Les stipules sont persistantes, rigides, largement triangulaires-ovales, longues et larges de 0,7-1,3 mm, aiguës, glabres.
Le pétiolule est long de 4 à 7 mm.
L'inflorescence est composée de racèmes latéraux à axes glabres (ou légèrement pubérulents), longs de 2-5 cm de long.
Elle porte plusieurs fleurs, à petites bractées persistantes, largement ovales, cucullées, mesurant environ 0,6-0,8 x 1 mm, glabres sauf (pour les marges ciliées).
Elle est dépourvues de bractéoles.
Les pédicelles mesurent 0,3 à 0,6(2) mm de long. 
Les boutons floraux sont ovoïdes-globuleux, glabres à courtement poilus, et longs de 2 mm. 
Le calice est membraneux, divisé en 3-5 segments, à base connée .
Les pétales sont absents.
On compte 7-8(10) étamines, égales, aux filets longs de 4,5(5) mm.
Les anthères sont ovales-oblongues. 
Le gynophore est long de 1 à 1,5 mm.
L'ovaire est glabre, stipité, oblong, mesurant 1,8-2 x 0,8-1 mm, et contenant 2-3 ovules.
Le style est filiforme, et long de (0)1,7-2(3) mm. 
Le fruit est une gousse déhiscente ovale, légèrement comprimée, apiculée, coriace, glabre, contenant 1-2 graines, longue de 2-3 cm pour 1,5-2(2,5) cm de large et 1-1,5 cm d'épaisseur. 
La graine est jaune ou brun clair, de forme ovoïde, longue de 1 à 2 cm, avec un arille lacéré blanc terne. 
Elle est reliée au placenta par un funicule allongé, filiforme, long de 1,5-3 m, enroulé dans la gousse non ouverte. 
À l'ouverture de la gousse, la graine reste généralement suspendue à l'extrémité du funicule,.

## Répartition
Swartzia prouacensis est une espèce endémique de Guyane et du Suriname.

## Écologie
Swartzia prouacensis affectionne les forêts de terre ferme en plaine.
Swartzia prouacensis a fait l'objet d'études sur
- les propriétés mécaniques de son bois[7],[8],[9],[10],
- les facteurs physico-chimiques à l'origine de la durabilité de son bois[11],
- sa stratégie de captation de la lumière[12],
- l'influence de la luminosité sur sa croissance[13],
- son mode de croissance dans le milieu forestier[14],
- sa résistance aux dégâts de l'exploitation forestière[15],
- ses acides aminés non-protéiques[16],
- ses préférences pédologiques[17],
- son analyse histologique[18],
- la physiologie de sa fixation de l'azote[19],
- etc...

## Utilisations
Le bois de Swartzia prouacensis est brun foncé à brun noir, avec un aubier jaune orangé, extrêmement dur, lourd (densité de 1,2 à 1,3), difficile à scier, fendif au séchage, résistant aux termites et aux champignons. On utilise ce bois précieux en ébénisterie, marquetterie, tabletterie, pour des objets d'art ou pour fabriquer des mortiers et pilons, ou de la vaisselle,,.
Les Aluku font des décoctions de bois de Swartzia prouacensis administrées en bain « défatiguant ».

## Protologue

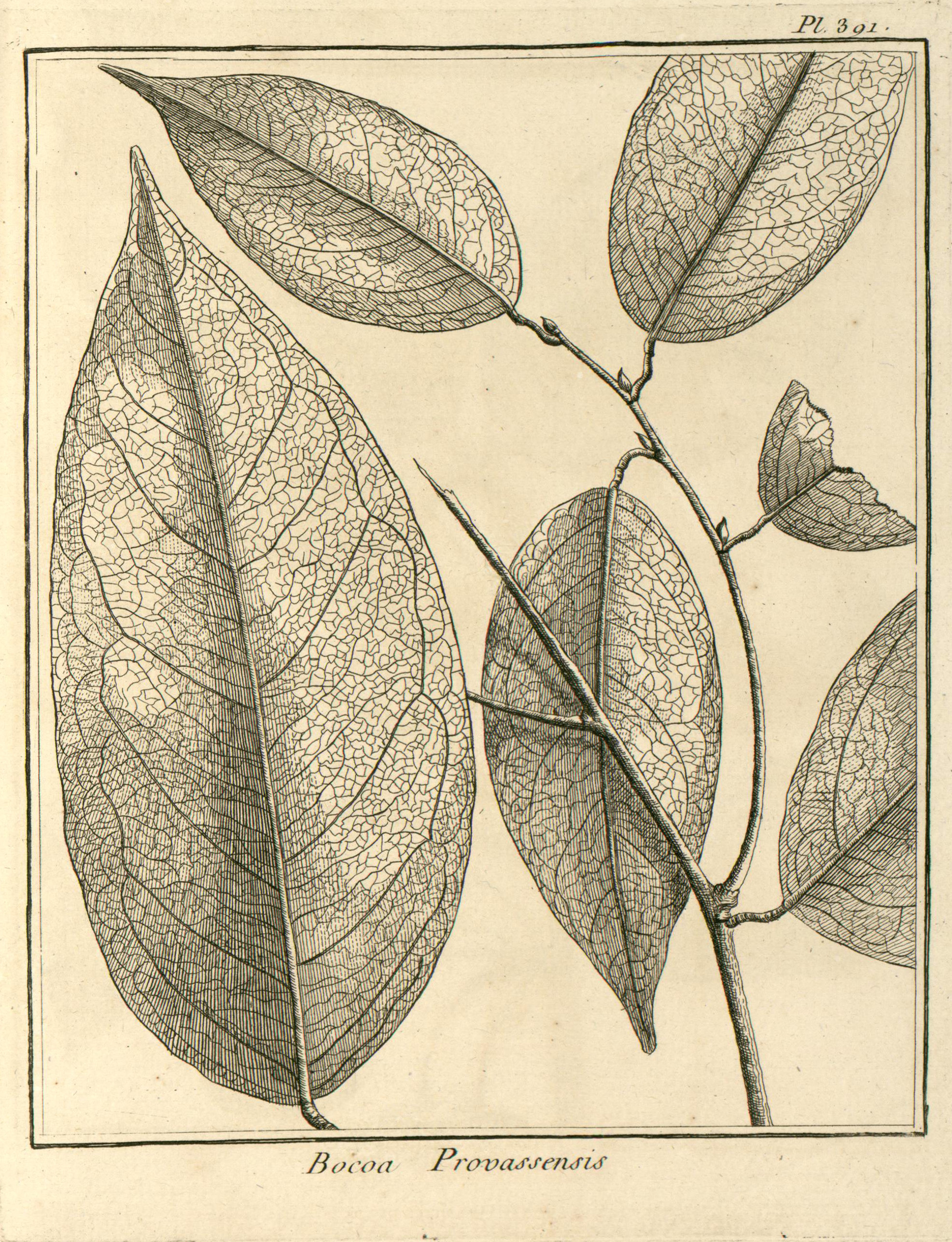
Swartzia prouacensis : Planche 391 par Aublet (1775)
On a repréſenté une des plus grandes feuilles dans l'état naturel

En 1775, le botaniste Aublet propose le protologue suivant pour Swartzia prouacensis : 

« BOCOA Prouacenſis. (Tabula 391.)
Arbor trunco ſexaginta-pedali, ad ſummitatem ramoſiſſimo ; ramis redis & declinatis, latè & undique ſparſis, ramulis folioſis. Folia alterna, ampla 5 ovato - oblonga, in acumen longum, obtuſum definentia, glabra, rigida, integerrima, pctiolata. Stipulæ binæ, deciduæ ad baſim petioli.
Habitat in ſylvis Caux.
Nomen Gallicum BOIS BOCO.

LE BOCO d'Aprouak. (PLANCHE 391.)
Le tronc de cet arbre s'élève à plus de ſoixante pieds, ſur trois pieds & plus de diamètre. Son écorce eſt griſâtre, liſſe. Son bois extérieur eſt blanc ; l'intérieur eſt de couleur brune, mêlée d'un vert jaunâtre. Il eſt dur & très compacte. 
II pouſſe à ſon ſommet un grand nombre de groſſes branches, les unes droites, d'autres inclinées, & preſque horiſontales, qui ſe répandent en tout ſens ; elles ſont chargées de rameaux garnis de feuilles alternes, liſſes, fermés, entières, vertes, ovales, terminées par une longue pointe mouſſe. Leur pédicule eſt court, accompagné de deux stipules à ſa naiſſance. 
On a repréſenté une des plus grandes feuilles dans l'état naturel ; je n'ai pas pu obſerver ni les fleurs, ni les fruits de cet arbre ; il eſt nommé par les habitants de Caux BOIS BOCO. Il croît dans les grandes forêts de ce canton-la. 
On préſume que le cœur de ce bois ſeroit très propre pour la fabrique des poulies des vaiſſeaux. »

— Fusée-Aublet, 1775.